# People Magazine Investigates
People Magazine Investigates è un programma televisivo documentaristico trasmesso da Investigation Discovery a partire dal 7 novembre 2016. Ogni puntata del programma racconta i più clamorosi omicidi della storia americana.